# Northeast Pennsylvania Breakers
I Northeast Pennsylvania Breakers sono stati una franchigia di pallacanestro della ABA 2000 e della USBL, con sede a Clarks Summit, in Pennsylvania, attivi tra il 2005 e il 2006.
Si formarono nel 2005, per partecipare alla ABA 2000. Dopo l'inizio della stagione la franchigia lasciò la lega e fece domanda di ammissione alla USBL. Disputarono la stagione USBL 2006, terminando la regular season con un record di 10-19. Nei play-off persero nei quarti di finale con i Dodge City Legend per 101-83. Si sciolsero al termine del campionato.

## Stagioni
| Stagione | Lega     | Denominazione                   | V  | P  | %    | Piazzamento | Play-off         |
| -------- | -------- | ------------------------------- | -- | -- | ---- | ----------- | ---------------- |
| 2005-06  | ABA 2000 | Northeast Pennsylvania Breakers |    |    |      |             |                  |
| 2006     | USBL     | Northeast Pennsylvania Breakers | 10 | 19 | 34,5 | 3º          | Quarti di finale |